# Forêt d'Essex

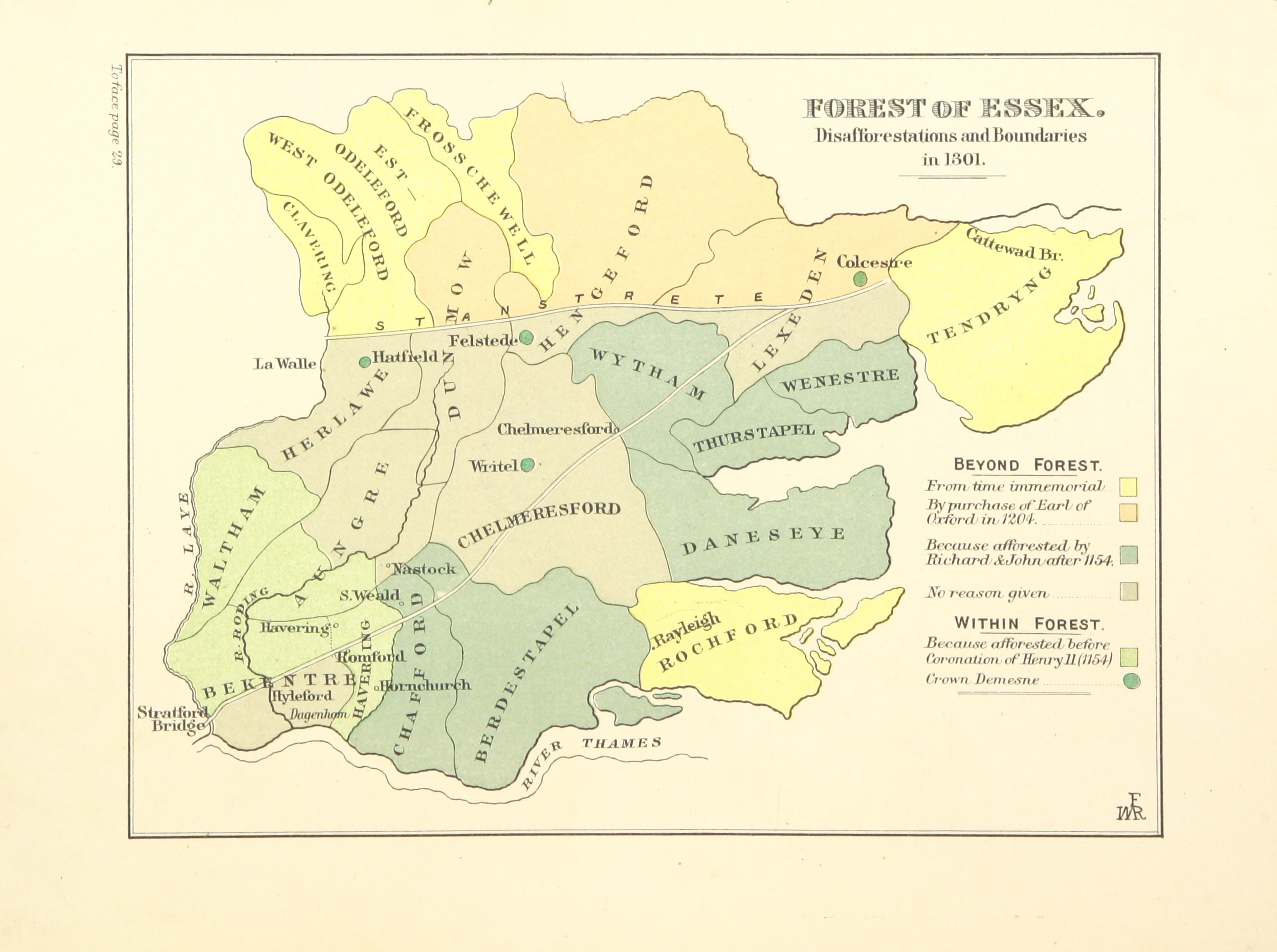
Carte des déboisements et délimitations en 1301.

La forêt d'Essex était une forêt royale qui existait depuis environ 1100 et a été supprimée au XIIIe siècle.
Les forêts (forest) étaient des institutions juridiques introduites par les Normands, pour désigner une zone où le roi ou un autre magnat avait le droit de garder et de chasser le cerf et de faire la loi forestière. Au départ, il y avait une très faible corrélation entre l'étendue de la forêt légale et ce que l'on pourrait appeler la « forêt physique », les terres communes souvent boisées où vivaient les cerfs. Au cours des siècles suivants, il y avait une corrélation beaucoup plus forte, à tel point que le mot forest est maintenant considéré comme signifiant la même chose que la forêt (woodland)  .
La forêt d'Essex couvrait presque toute l'étendue traditionnelle d'Essex, mais cela ne veut pas dire que la majorité d'Essex était boisée. Le naturaliste Oliver Rackham a effectué une analyse des Returns des Domesday pour l'Essex et a pu estimer que le comté était boisé à 20% en 1086. La zone couverte par la loi forestière excluait les zones les moins boisées du comté, le long des côtes de la Tamise et de la mer du Nord, de sorte que le pourcentage pour la forêt d'Essex était un peu plus élevé.
Au fil du temps, certaines parties du pays ont été déboisées, retirées de la loi forestière. En 1204, les hommes d'Essex ont payé au roi 500 marks et cinq palefrois pour que la forêt d'Essex qui se trouve au-delà de la chaussée entre Colchester et Bishop's Stortford soit déboisée. En 1327, Édouard III d'Angleterre confirma la Charter of the Forest (initialement accordée par Édouard Ier en 1304) supprimant la majeure partie du reste du comté de la loi forestière, mettant fin à la forêt d'Essex. La loi forestière ne s'appliquait désormais qu'aux manoirs royaux et aux zones fortement boisées du sud-ouest de l'Essex.
Cette suppression de la forêt d'Essex a conduit à la création de quatre nouvelles forêts plus petites qui se sont concentrées sur des zones avec une plus grande proportion de couvert boisé, à savoir : Waltham Forest (qui comprenait les zones forestières physiques connues par la suite sous le nom de Epping Forest, Winterry Forest (au nord de Epping) et Hainault forest), Hatfield Forest (en) Writtle forest et, perdue depuis longtemps Kingswood forest près de Colchester. Hatfield et Writtle étaient des manoirs royaux tandis que Kingswood était rattaché au borough (en) de Colchester, mais le roi y possédait les arbres et les pâturages.